# Tunnel de Dolonne
Le tunnel de Dolonne est un tunnel bitube monodirectionnel à double voie de 3 kilomètres emprunté par l'autoroute A5, à hauteur de la commune de Courmayeur, dans la région autonome de la Vallée d'Aoste, en Italie.

## Caractéristiques
Le tunnel prend place dans le dernier tronçon de l'autoroute A5 jusqu'à Entrèves, à environ 1,8 km avant le tunnel du Mont-Blanc. D'une longueur de 4,3 km, il est ouvert temporairement à la circulation le 7 mars 2007, à la suite d'un retrait du décret législatif n° 264 du 5 octobre 2006, mettant en œuvre la directive 2004/54CE relative à la sécurité des tunnels du réseau routier transeuropéen, qui empêchait leur ouverture définitive. Le 20 décembre 2006, la Commission permanente des tunnels — créée par le décret législatif susmentionné — approuve l'ouverture du tunnel transitoirement, assorti de certaines exigences. Une fois les travaux prescrits réalisés, le tunnel est ouvert à la circulation en mars 2007.
Par la suite, en mai 2007, le projet final est présenté à la Commission, accompagné d'une analyse de risques, pour les travaux relatifs en vue de l'ouverture définitive du tunnel. Le projet est approuvé par la Commission en juillet 2008 avec des exigences supplémentaires. Une fois tous les travaux achevés, y compris les compléments prévus en phase d'approbation, l'ouverture définitive du tunnel de Dolonne a eu lieu en décembre 2008.
L'autoroute rejoint ensuite la RN 26 qui, en passant près du hameau de La Palud, mène au tunnel du Mont-Blanc.

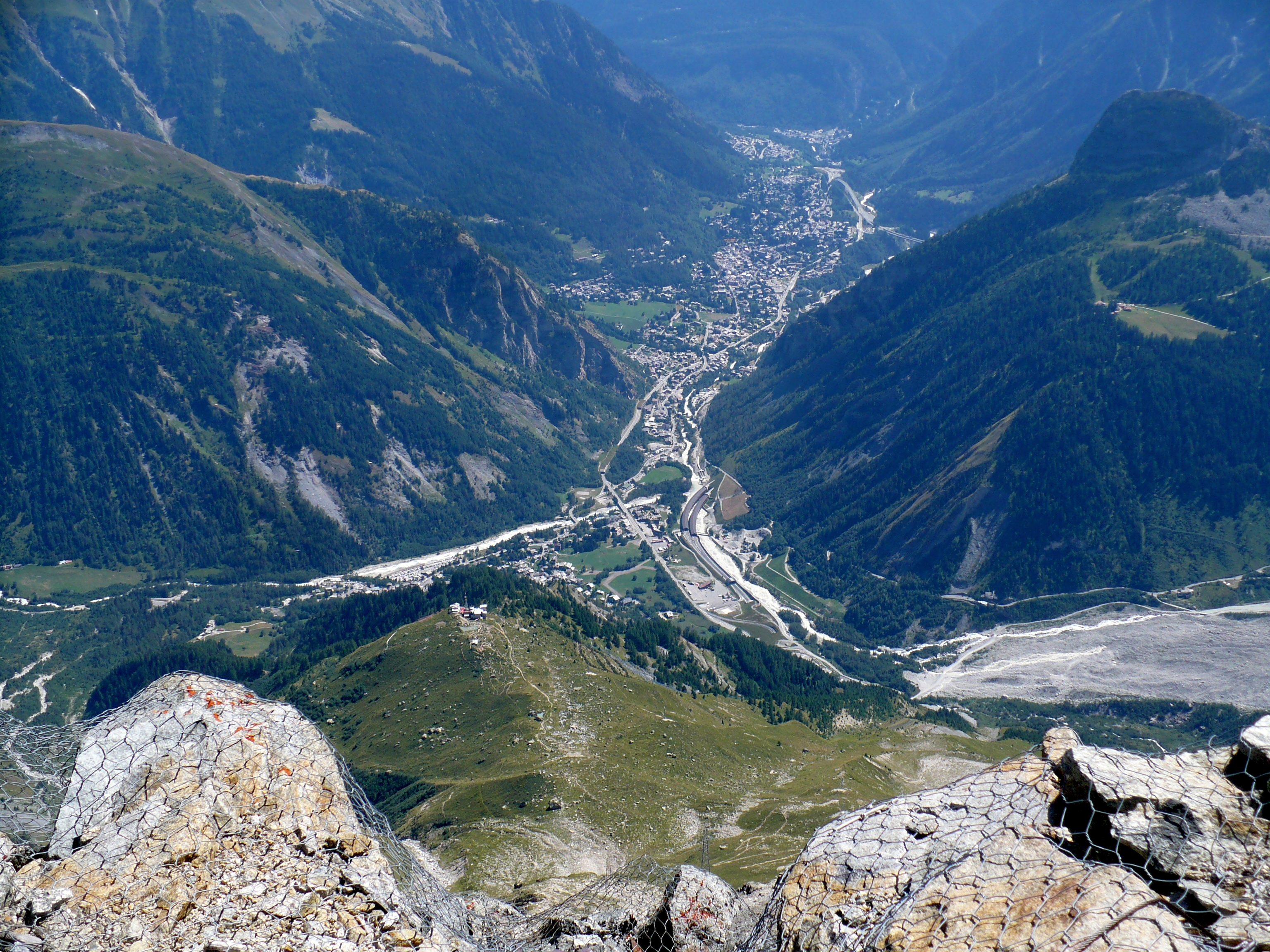
Vue du tunnel de Dolonne (au centre de l'image) depuis le refuge Turin. Au fond, les localités de Courmayeur et de Pré-Saint-Didier.